# Sigríður Hagalín Björnsdóttir

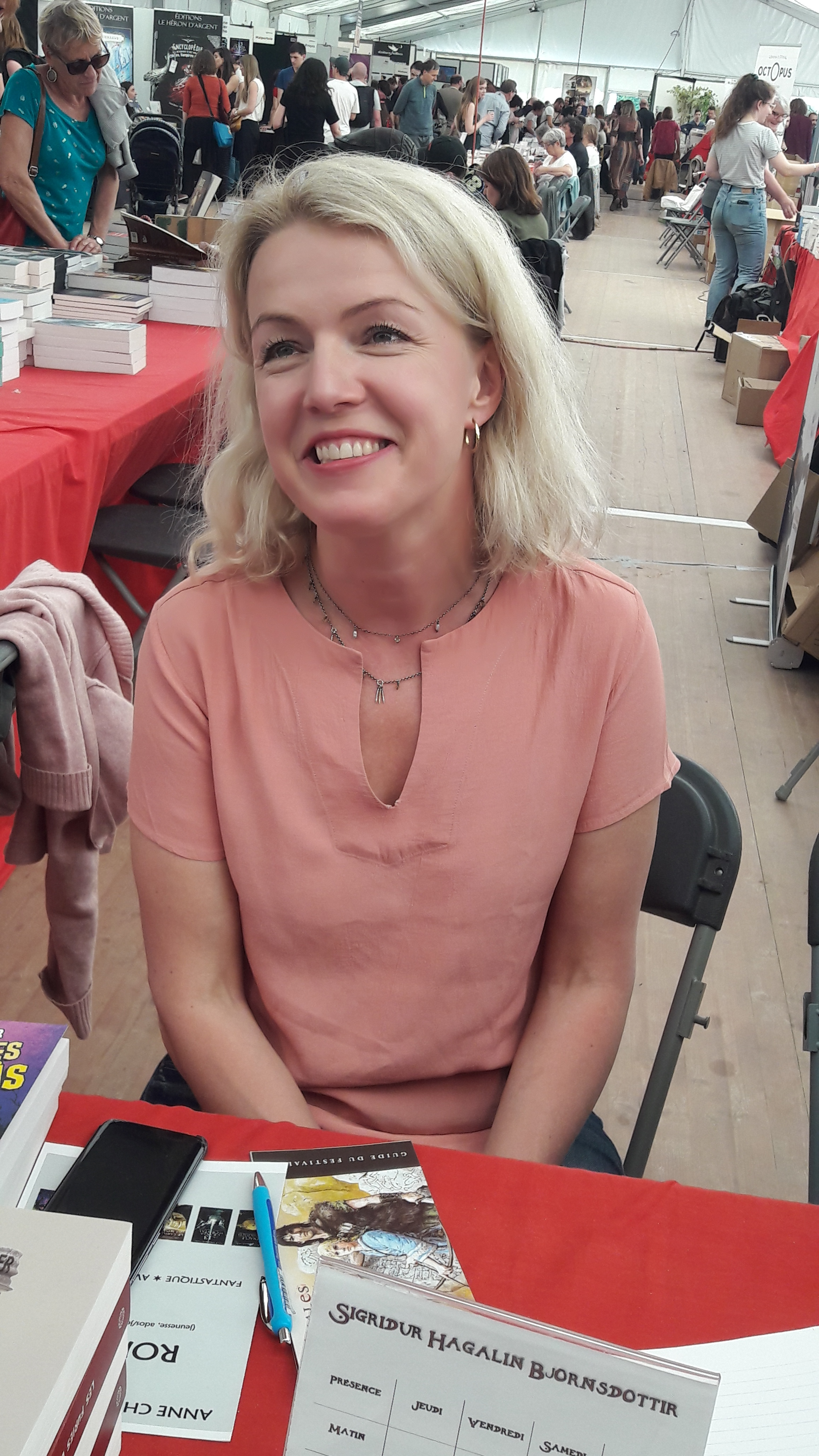
Sigríður Hagalín Björnsdóttir, 2019

Sigríður Hagalín Björnsdóttir (* 11. Februar 1974 in Reykjavík) ist eine isländische Journalistin, Nachrichtensprecherin und Autorin.

## Leben
Sigríður erlangte die Universitätsreife am Gymnasium Menntaskólinn í Reykjavík. Anschließend studierte sie Geschichte und spanische Literatur an der Háskóli Íslands und der Universität Salamanca und Journalismus an der Columbia University in New York.
Seit 1999 arbeitet Sigríður mit Unterbrechungen bei Ríkisútvarpið (RÚV). Unter anderem war sie Korrespondentin für RÚV in Kopenhagen, moderierte das isländische Nachrichtenmagazin Kastljós und die politische Talkshow Silfrið, wurde Leiterin der Nachrichtenabteilung von RÚV und saß im Vorstand von RÚV.

## Familie
Ihre Eltern sind die Bibliothekarin Kristín Ólafsdóttir, Tochter der Schauspielerin Sigríður Hagalín, und Björn Vignir Sigurpálsson, ehemals Nachrichtenredakteur der Tageszeitung Morgunblaðið und Redakteur der inzwischen eingestellten Wochenzeitung Helgarpósturinn. Sigríður ist mit Jón Kalman Stefánsson verheiratet, hat zwei Töchter und wohnt in Reykjavík.

## Werk
Ihr erster Roman, Eyland, beschreibt eine totale Isolierung Islands aus Sicht mehrerer Protagonisten, weckte damit großes Interesse und wurde ins Französische, Deutsche, Polnische, Tschechische, Ungarische und Norwegische übersetzt. 2016 wurde das Buch für den Literaturpreis  Fjöruverðlaunin und 2017 für den Kulturpreis Menningarverðlaun DV nominiert. Hið heilaga orð, ihr zweiter Roman, beginnt mit dem Fund einer Handschrift aus dem 15. Jahrhundert durch einen Geschichtsprofessor und wurde in Literaturbesprechungen mit den Werken von Dan Brown verglichen.
Ihr dritter Roman, Eldarnir, handelt von einem unerwarteten Vulkanausbruch auf Reykjanesskagi und erlangte im Zuge des erst nach der Veröffentlichung beginnenden Ausbruches beim Fagradalsfjall 2021 zusätzliche Bekanntheit. Das Buch wurde in Kritiken als „ergreifende Liebesgeschichte“ (isländisch átakanleg ástarsaga) und „ganzheitlicher, durchdachter Liebesthriller“ (isländisch heildstæð, gegnumhugsuð ástarspennusaga) gelobt. Der BRF1 stellte die deutsche Übersetzung Islandfeuer als Buchtipp vor und die Filmrechte für Eldarnir wurden bereits verkauft. 2022 wurde Hamingja þessa heims. Riddarasaga, der vierte Roman von Sigríður, für den Isländischen Literaturpreis nominiert.

## Bibliographie
- Eyland. Benedikt bókaútgáfa, Reykjavík 2016 (isländisch, 247 S., übersetzt „Insel“; dystopischer Roman).[14]
  - deutsche Übersetzung von Tina Flecken: Blackout Island. Suhrkamp, Berlin 2018 (276 S.).
- Hið heilaga orð. Benedikt bókaútgáfa, Reykjavík 2018 (isländisch, 378 S., übersetzt „Das heilige Wort“).[15]
- Eldarnir. Ástin og aðrar hamfarir. Benedikt bókaútgáfa, Reykjavík 2020 (isländisch, 287 S., übersetzt „Die Feuer. Die Liebe und andere Katastrophen“; Thriller).[16]
  - deutsche Übersetzung von Tina Flecken: Islandfeuer. Suhrkamp, Berlin 2022 (335 S.).
  - englische Übersetzung von Larissa Kyzer: The fires. A novel. Amazon Crossing, Seattle 2023 (308 S.).
- Hamingja þessa heims. Riddarasaga. Benedikt bókaútgáfa, Reykjavík 2022 (isländisch, 460 S., übersetzt „Glück dieser Welt. Ritterroman“).